# Qawāsim
I Qawāsim, o Al Qasimi, anticamente chiamati anche Joasmee, sono una tribù araba del golfo Persico e degli Emirati Arabi Uniti, un tempo più potente dei Banu Yas che governano attualmente Dubai e l'emirato di Abu Dhabi. La dinastia Qawāsim governa gli emirati di Sharja, con Sultan bin Mohamed Al-Qasimi, e Ras al-Khaima, con lo sceicco Saud ben Saqr Al Qassimi, figlio di Saqr ben Mohamed Al Qassimi.

## Origini
Le origini esatte dei Qawasim non sono note. Secondo quanto scritto dal funzionario britannico Francis Warden, allora membro del Council di Bombay, in un suo schizzo storico della tribù araba Joasmee (il nome con cui i britannici si riferivano al tempo ai Qawasim), questi venivano definiti una razza di arabi discendenti dagli abitanti di Nujd, in Arabia Saudita, e chiamati Beni Nasir, poiché si trovano sul lato sinistro della Caaba; erano chiamati anche Beni Gafree (Bani Ghafiri). Un'altra teoria, sostenuta da scrittori come Miles, Niebuhr e ibn Ruzayq, prevede che i Qawasim discendano dalla tribù araba Al-Howlah, che emigrò dalla città portuale di Siraf sulla sponda persiana del Golfo e alla fine si stabilì a Ra's Al-Khaimah.
Il primo leader Qasimi conosciuto fu Rahma bin Matar Al Qasimi, che è menzionato in documenti olandesi come emiro di Julfar poco dopo il 1718, quando partecipò all'assedio dell'isola di Hormuz, ed è anche menzionato nel 1728 come uno dei commercianti arabi più ricchi e influenti. Secondo altri documenti olandesi, Nadir Shah, il potente sovrano della Persia dal 1736 al 1747, riconobbe Al Qasimi come sovrano ereditario di Julfar nel 1740.

## Ascesa della dinastia

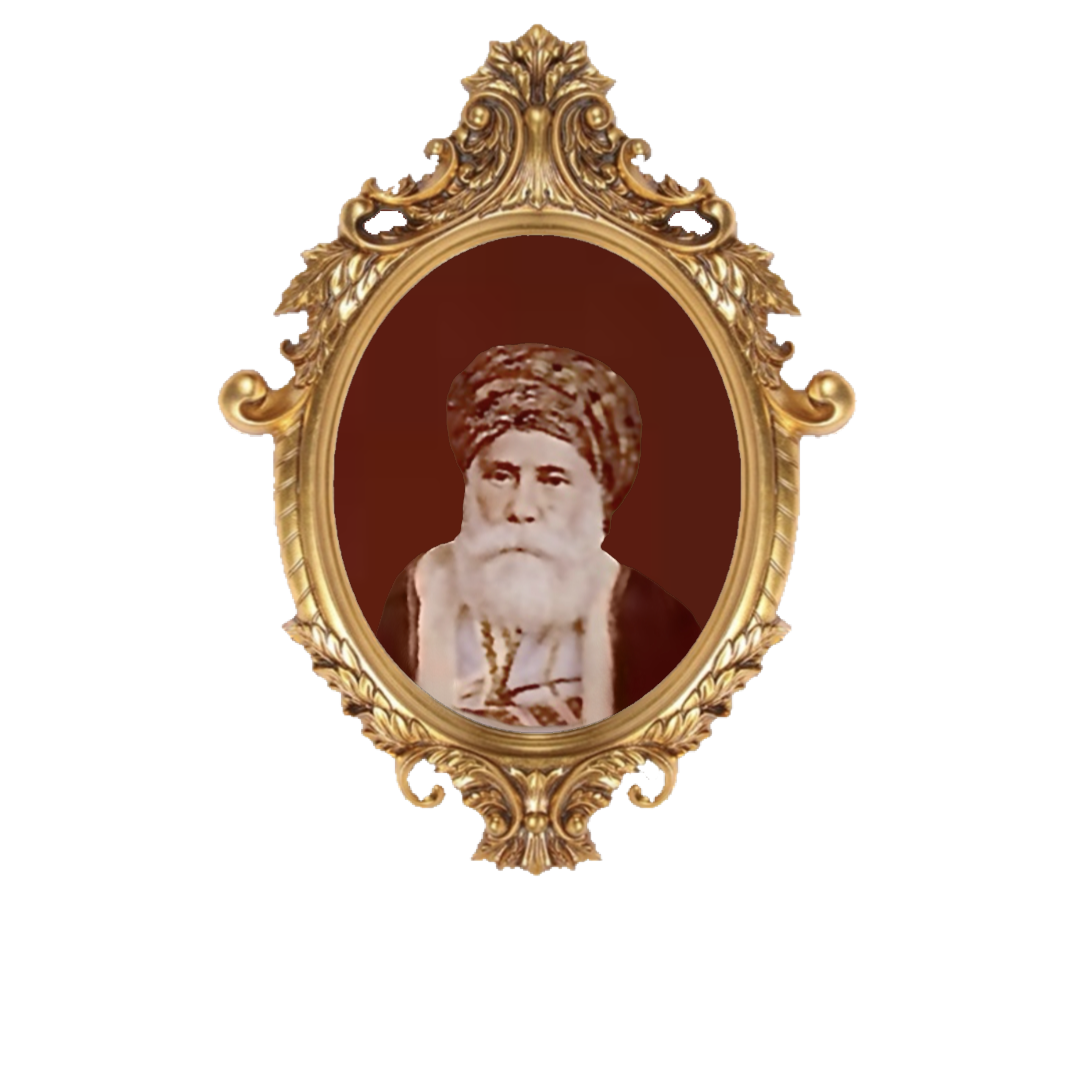
Rashid bin Matar Al Qasimi

Bandiera dei Qawasim prima del 1820

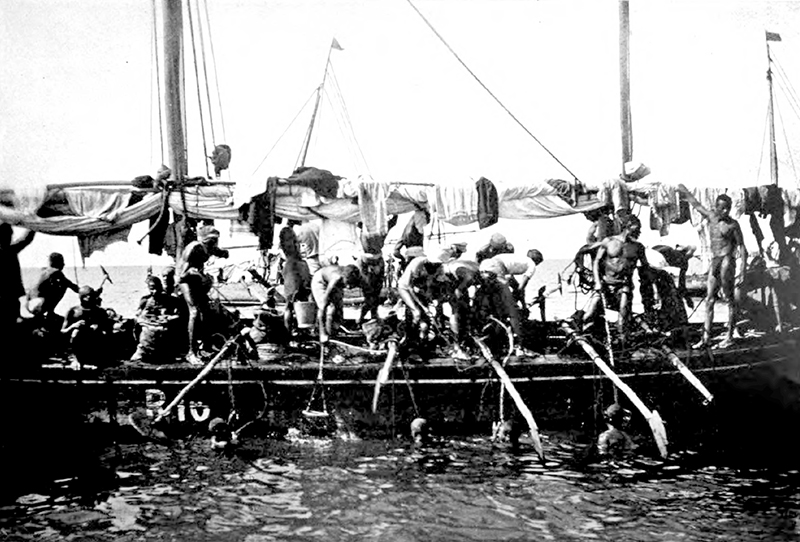
Pescatori di perle nel Golfo Persico.

Lo scenario politico dell'inizio del XVIII secolo nel golfo Persico vedeva il declino del potere portoghese nell'area, l'indipendenza dell'Oman dalle compagnie commerciali europee e l'assassinio nel 1747 di Nadir Shah per mano dei suoi stessi ufficiali. Tutti questi fattori diedero stimolo alle tribù arabe che abitavano la costa occidentale del Golfo; fra queste i Qawasim emersero prepotentemente per svolgere un ruolo chiave negli affari politici del Golfo nel XVIII secolo.
Ra's Al-Khaimah costituiva la base del potere di Qawasim insieme al porto di Al-Sharjah situato a poche miglia lungo la costa. Altri porti con un'importanza strategica sotto il controllo di Qawasim includevano Umm Al Quwain, l'isola di Al-Hamra, Al-Rams, 'Ajman, Shanas, Khor Fakkan e Khor Kalba. La sfera di influenza della tribù sul lato persiano del Golfo si estendeva da Karrack a Bander Abbas, comprendendo Lingah, Luft, Kunk (Kong) e Ra's Al-Heti.
Inizialmente i Qawasim erano dediti alla pesca e alla raccolta delle perle. Quest'ultima attività durava quattro mesi all'anno e costituiva l'occupazione principale per la maggior parte degli abitanti della zona. Le perle venivano vendute a commercianti indiani, principalmente di Bombay, per un prezzo redditizio, assicurando ai Qawasim che governavano questo commercio, entrate significative. Nei mesi invernali la gente del posto commerciava con gli sceicchi del Golfo, con l'India e con la costa africana su base di reciprocità. Le navi Qawasim trasportavano datteri da Bassora ai principali porti del Golfo, tornando con spezie, legno, stoffa e altre merci. Grazie alla loro bravura i Qawasim ampliarono il raggio d'azione dei loro commerci includendo oltre ai principali pot del Golfo, anche le coste indiane e africane, arrivando a stabilire un vero e proprio monopolio dei commerci marittimi nel Golfo Persico.
Nel 1747, in seguito all'assassinio di Nadir Shah, lo sceicco Rashid bin Matar Al Qasimi, che era succeduto a Rahma bin Matar, formò un'alleanza con Mulla Ali Shah, ammiraglio della flotta persiana. Questa alleanza, suggellata dal matrimonio dello sceicco Qasimi con una delle figlie di All Shah, portò grandi vantaggi ai Qasimi, rendendo la loro flotta la più potente del golfo Persico.
Le capacità marinare dei Qasimi non erano casuali, ma affondavano le loro radici nelle tradizioni marinare degli antichi abitanti della costa del golfo Persico, dai commercianti della Cultura di Umm Al Nar dell'età del bronzo, ai costruttori e navigatori Magan, ai marinai della medioevale Julfar il cui più noto rappresentante era Ahmad ibn Majid, detto "il leone del mare".
Negli anni successivi all'accordo con i persiani i Qawasim espansero i loro commerci e occuparono le città di Kishm, Luft, Lingah e Shinas sulle due sponde del golfo.
I principali rivali commerciali dei Qawasim erano gli omaniti che avevano consolidato la loro posizione nella regione nel XVII secolo con l'ascesa della dinastia Yaarubi. La rivalità si trasformò in ostilità all'inizio del secolo successivo, quando i conflitti interni per la successione all'Imamato indebolirono notevolmente il sultanato dell'Oman. I Qawasim sfruttarono per un certo periodo il dissenso interno dell'Oman e stabilendo di volta in volta un'alleanza con l'una o l'altra delle fazioni dell'Oman sia attraverso l'interconnessione-matrimonio sia con la promessa di sostegno militare o un intervento vero e proprio in alcuni casi.
Con la morte dell'Imam Sultan bin Sayf II nel 1718, si delineò una netta divisione tra i tradizionali rivali, i Ghafiri, arabi sunniti del nord che sostenevano Sayf bin Sultan II, e gli Hinawi, arabi yemeniti ibaditi. I Qawasim furono coinvolti in questo conflitto in virtù della loro parentela con i Bani Ghafiri ed inizialmente riuscirono a imporre un'autorità congiunta Ghafiri-Qawasim sul territorio dell'Oman. La situazione cambiò con l'ascesa di Ahmad Bin Sa'id Al-Busaid all'Imamato nel 1741 in quanto questi, a differenza del suo predecessore, scelse di sostenere gli Hinawi, tradizionali nemici dei Ghafiri e, quindi per estensione, dei Qawasim. La situazione andò quindi avanti con alterne vicende e situazioni di scontri e periodi di tregua fino al 1792 quando in Oman divenne sultano Sultan bin Ahmad ed il capo dei Qasimi era Saqr I bin Rashid al-Qasimi. Questo equilibrio nei rapporti tra le due parti rimase fino alla comparsa della minaccia wahabita.
Il movimento wahabita si diffuse nella penisola araba a partire dalla metà del XVIII secolo interessando in breve tempo anche le regioni limitrofe di religione musulmana. Dopo la conversione al movimento dei territori interni del Nejd i wahabiti si rivolsero all'esterno della penisola araba. Non cè accordo fra gli studiosi sull'anno esatto in cui i wahabiti si diressero verso la costa araba del Golfo. Miles afferma che i wahabiti raggiunsero l'Oman e la costa del Golfo nel 1797, mentre Wilson, Kelly e Lorimer pensano che ciò avvenne nel 1800. Dopo diversi scontri militari i wahabiti sconfissero i Qawasim e li costrinsero ad adottare il wahhabismo in una data compresa fra il 1797 e il 1803.
Occorre notare che sebbene inizialmente il movimento wahabita fu fortemente osteggiato dai Qawasim, successivamente alla loro conversione, essi si dimostrarono leali e giocarono un ruolo importante nell'espansione del wahabismo in tutta l'area del Golfo. La loro lealtà era attribuibile a diversi fattori; in primo luogo ai governanti locali veniva comunque lasciata autonomia di manovra; poi essi potevano sfruttare il conflitto tra Wahabiti e omaniti per fornire ai Wahabiti navi per la loro lotta contro gli Omaniti, e quindi vendicarsi degli omaniti per la loro concorrenza nel commercio del Golfo, dando loro l'opportunità di stabilire un monopolio nella pesca delle perle; infine, i Qawasim poterono usare il wahabismo per legittimare l’interferenza con le navi britanniche nel Golfo, considerando ciò non come pirateria ma come una guerra santa che i wahhabiti avevano dichiarato contro i “nemici della fede”, cioè gli inglesi.

## Pirateria e conflitti con il Regno Unito

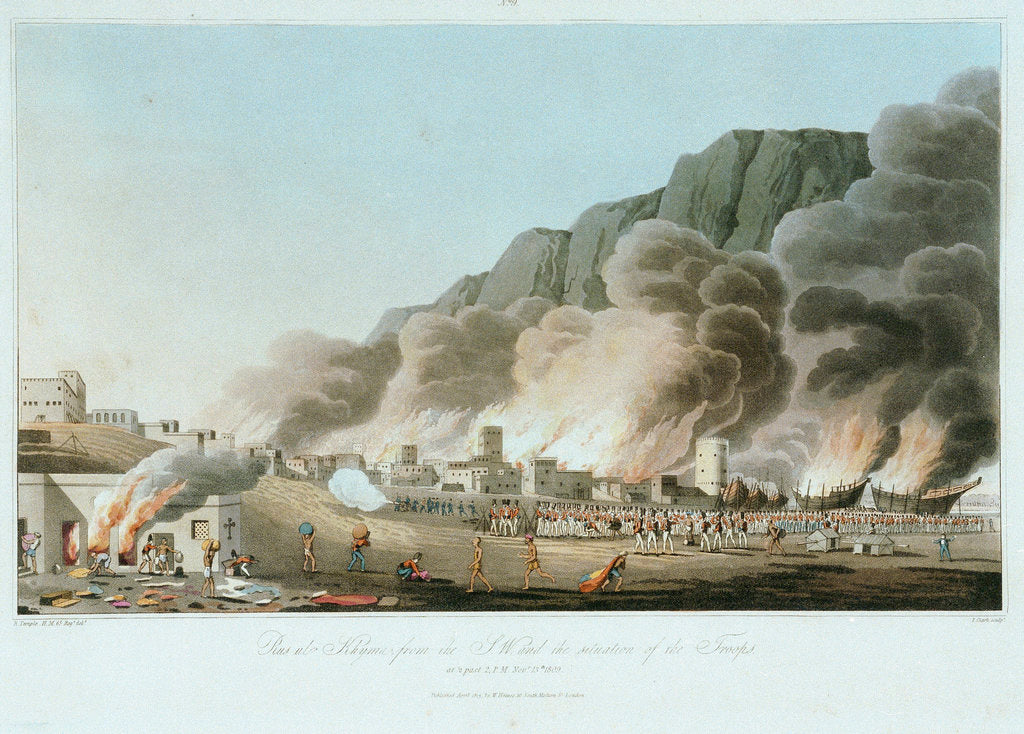
Attacco delle truppe britanniche a Ras Al Khaimah del 1809

Agli inizi dell'800 i Qawasim erano oramai stabilizzati nella costa occidentale del Golfo e dominavano sempre più il commercio nel Golfo Persico. Durante questo periodo, i rapporti tra i Qawasim e la Compagnia delle Indie Orientali divennero tesi in quanto la loro attività non lo era limitata a obiettivi arabi o persiani, ma iniziarono ad attaccare anche le navi della Compagnia. Tra il 1778 e il 1797 vi furono ripetuti casi di attacchi a navi della Compagnia che, dopo una breve tregua, ricominciarono con maggiore veemenza dopo il 1804, cioè dopo la morte ad opera dei Qawasim del sovrano di Mascate, Sultan bin Ahmad che aveva tenuto sotto controllo la potenza marittima di Qawasim mirata contro gli interessi omaniti nel Golfo.
Dopo che alcuni tentativi di mediazione effettuati nel 1806 non ebbero esito, i britannici, preoccupati per gli effetti drammatici che le continue operazioni di pirateria dei Qawasim stavano avendo sul commercio con l'India, decisero di passare ad una azione militare. Nel novembre del 1809 una forza congiunta della Royal Navy e della Compagnia delle Indie Orientali attaccò Ras al-Khaimah, bombardando pesantemente la città e distruggendo e incendiando oltre 50 dhow.
L'operazione militare britannica tuttavia, anche se aveva raggiunto degli obiettivi militari significativi, non aveva però intaccato in modo grave le capacità offensive dei Qawasim, ed inoltre non aveva avuto nessun impatto politico in quanto i Qawasim avevano potuto godere dell'appoggio wahabita che fu rinnovato nel maggio 1814, quando Abdulla Ibn Saud divenne il nuovo emiro wahabita.
Nel 1816 le navi Qawasim apparvero di nuovo in forze al largo della costa settentrionale dell'India e del Golfo Arabico. Fra il 1816 ed il 1818 ci furono diverse azioni di pirateria condotte non solo nei confronti di navi britanniche, ma anche verso navi europee e americane.Gli attacchi continuarono anche nel 1818 costringendo infine i britannici ad una nuova azione militare per porre fine in maniera definitiva alla pirateria nel Golfo Persico.
Nel dicembre 1819 i britannici effettuarono una seconda azione militare punitiva nei confronti dei Qawasim che portò alla distruzione di Ra's al-Khayma e di altri porti utilizzati dai pirati nella regione, la distruzione/confisca di un gran numero di navi Qawasim e si concluse con la resa dello sceicco di Ras Al Khayma Al-Hasan bin Rahma al-Qasimi e degli sceicchi suoi alleati.
Questa volta i britannici non si limitarono al mero conseguimento del successo militare, ma fecero stipulare a tutti gli sceicchi che si erano arresi dei trattati bilaterali preliminari. Il trattato concluso con Hassan Ibn Rahama, sebbene simile agli altri, conteneva in aggiunta il suo riconoscimento dell'occupazione britannica di Ra's Al-Khaimah e delle roccaforti nelle piantagioni di palme ad essa vicine, nonché la sua rinuncia al titolo di sceicco di tale città. Hassan bin Rahma firmò il trattato come "sceicco di Hatt e Falna, precedentemente di Ras al-Khaima".
Successivamente tutti gli sceicchi che si erano arresi firmarono di un trattato generale di pace noto come Trattato marittimo generale del 1820, che di fatto pose fine all'indipendenza degli sceiccati che diverranno poi un protettorato britannico fino al 1971 quando furono costituiti gli Emirati Arabi Uniti.

## Qawasim dopo il 1820
A partire dal 1820, con la resa di Hassan Ibn Rahama, lo sceiccato di Ras Al Khayma fu retto da Sultan Bin Saqar sultano di Sharjah che pose come wali di Ras Al Khayma prima suo fratello Mohammed e poi suo figlio Ibrahim.  Alla morte si Sultan nel 1866, il figlio Khalid divenne il regnante su Sharjah e Ras Al Khayma fino alla sua morte in combattimento nel 1868. Dopo Kalid divenne regnante (di Sharjah e Ras Al Khayma) suo fratello Salim bin Sultan mentre suo nipote Humaid (figlio di suo fratello Abd Allah) divenne wali di Ras Al Khayma dopo Ibrahim. Nel 1869 Humaid proclamò l'indipendenza di Ras Al Khayma da Sharjah nel 1869 e, nonostante i tentativi dei governanti di Sharjah, Humaid mantenne il controllo assoluto della città di Ras al Khaimah così come parte dell'entroterra fino alla sua morte nel 1900. Questa separazione non venne riconosciuta dal governo inglese fino al 1921.

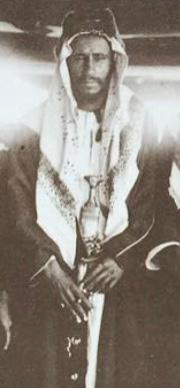
Saqr bin Khalid Al Qasimi (1833-1914)

Nel 1883 Shaikh Sagqr bin Khalid prese con la forza il controllo di Sharjah approfittando di una momentanea assenza di suo zio Salim e nel 1900, alla morte di Humaid, ottenne anche il controllo di Ras al Khaimah e pose lì suo figlio Khalid come wali. Dopo la morte di quest'ultimo, nel 1908, fu nominato wali un altro figlio del defunto Sultan bin Saqr, Nasir, ma nel 1910 Salim bin Sultan riuscì a diventare wali di Ras al Khaimah. Sebbene Sagqr bin Khalid rimase nominalmente il sovrano dell'emirato, Salim consolidò la sua presa sul potere e fu in tutto e per tutto un sovrano indipendente.
A Sharjah nel 1914, alla morte di Shaikh Sagqr bin Khalid, gli successe il cugino Khalid bin Ahmad che quindi era anche sultano di Ras al Khaimah. Nel 1924 Sultan bin Saqr, che era minorenne al momento della morte di suo padre, approfittò del malcontento della comunità di perle di Sharjah e prese il governo da suo zio Khalid. Sultan bin Saqr morì nel 1951, tuttavia a causa di una sua grave malattia, dal 1949 il regno fu retto dal fratello Muhammad che alla morte del fratello si proclamò emiro. Egli fu tuttavia sconfessato da un consiglio di famiglia e dal governo britannico che riconobbero come emiro Saqr III bin Sultan al-Qasimi, figlio dell'emiro precedente. Saqr III tuttavia si rivelò un personaggio scomodo per i britannici: era un nazionalista fervente e costituiva un problema per gli interessi britannici in seno agli Stati della Tregua. Pertanto nel giugno del 1965 i britannici chiesero e ottennero la sua deposizione. Al suo posto fu messo suo cugino Khalid III bin Muhammad al-Qasimi, figlio di Muhammad bin Saqr al-Qasim. Saqr III fu esiliato al Cairo da dove rientrò nel 1972 per tentare un colpo di stato. Il tentativo fu represso, ma lo sceicco Khalid rimase ucciso. Al suo posto fu insediato il fratello minore Sultan III bin Muhammad al-Qasimi attuale emiro di Sharja.
Ras al Ras al Khaimah rimase formalmente sotto l'emiro di Sharjah fino al 1921. Qui Sultan bin Salim Al Qasimi, il figlio minore di Salim bin Sultan, che era diventato wali di Ras al Khaimah nel 1919 alla morte del padre, fu formalmente riconosciuto dal governo britannico come sceicco di Ras Al Kaimah il 7 giugno del 1921, facendo quindi di Ras al-Khaima il sesto Stato della Tregua e stabilendo la sua indipendenza sia da Sharja che dal suo sovrano, lo sceicco del tempo Khalid II bin Ahmad. Il regno di Sultan bin Salim fu piuttosto turbolento e caratterizzato da scontri tribali e familiari e infine venne interrotto da un colpo di stato incruento. Il 17 luglio 1948, suo nipote Saqr bin Muhammad lo depose e divenne sovrano di Ras al Khaimah. Saqr bin Muhammad rimase in carica fino alla sua morte nel 27 ottobre 2010. Nel giugno del 2003 Saqr bin Muhammad aveva sostituito il suo figlio maggiore, Khalid bin Saqr Al Qasimi nel ruolo di principe ereditario, a favore del figlio minore Sa'ud bin Saqr al-Qasimi. Pertanto il 27 ottobre 2010 Saud bin Saqr divenne il nuovo emiro di Ras al Khaimah e la sua nomina venne ratificata dal governo degli Emirati Arabi Uniti.

## Albero genealogico
|                               |                               |                               |                               |                               |                               |  |  |                                   |                                   |                                   |                                   |                                   |                                   |  |  |                                    |                                    |                                    |                                    |                                    |                                    |                              |                              |                                   |                                   |                                   |                                   |                                   |                                   |                             |                             |                              |                              |                              |                              |                              |                              |  |  |                             |                             |                             |                             |                             |                             |  |  |                            |                            |                            |                            |                            |                            |  |  |  |  |  |  |  |  |  |  |  |  |  |  |  |  |  |  |  |  |  |  |  |  |  |  |  |  |  |  |
|                               |                               |                               |                               |                               |                               |  |  |                                   |                                   |                                   |                                   |                                   |                                   |  |  |                                    |                                    |                                    |                                    |                                    |                                    |                              |                              |                                   |                                   |                                   |                                   |                                   |                                   |                             |                             |                              |                              |                              |                              |                              |                              |  |  |                             |                             |                             |                             |                             |                             |  |  |                            |                            |                            |                            |                            |                            |  |  |  |  |  |  |  |  |  |  |  |  |  |  |  |  |  |  |  |  |  |  |  |  |  |  |  |  |  |  |
|                               |                               |                               |                               |                               |                               |  |  |                                   |                                   |                                   |                                   |                                   |                                   |  |  |                                    |                                    |                                    |                                    | Rahma bin Matar Al Qasimi          | Rahma bin Matar Al Qasimi          | Rahma bin Matar Al Qasimi    | Rahma bin Matar Al Qasimi    | Rahma bin Matar Al Qasimi         | Rahma bin Matar Al Qasimi         |                                   |                                   | Rashid bin Matar Al Qasimi        | Rashid bin Matar Al Qasimi        | Rashid bin Matar Al Qasimi  | Rashid bin Matar Al Qasimi  | Rashid bin Matar Al Qasimi   | Rashid bin Matar Al Qasimi   |                              |                              |                              |                              |  |  |                             |                             |                             |                             |                             |                             |  |  |                            |                            |                            |                            |                            |                            |  |  |  |  |  |  |  |  |  |  |  |  |  |  |  |  |  |  |  |  |  |  |  |  |  |  |  |  |  |  |
|                               |                               |                               |                               |                               |                               |  |  |                                   |                                   |                                   |                                   |                                   |                                   |  |  |                                    |                                    |                                    |                                    | Rahma bin Matar Al Qasimi          | Rahma bin Matar Al Qasimi          | Rahma bin Matar Al Qasimi    | Rahma bin Matar Al Qasimi    | Rahma bin Matar Al Qasimi         | Rahma bin Matar Al Qasimi         |                                   |                                   | Rashid bin Matar Al Qasimi        | Rashid bin Matar Al Qasimi        | Rashid bin Matar Al Qasimi  | Rashid bin Matar Al Qasimi  | Rashid bin Matar Al Qasimi   | Rashid bin Matar Al Qasimi   |                              |                              |                              |                              |  |  |                             |                             |                             |                             |                             |                             |  |  |                            |                            |                            |                            |                            |                            |  |  |  |  |  |  |  |  |  |  |  |  |  |  |  |  |  |  |  |  |  |  |  |  |  |  |  |  |  |  |
|                               |                               |                               |                               |                               |                               |  |  |                                   |                                   |                                   |                                   |                                   |                                   |  |  |                                    |                                    |                                    |                                    | Al-Hasan bin Rahma al-Qasimi       | Al-Hasan bin Rahma al-Qasimi       | Al-Hasan bin Rahma al-Qasimi | Al-Hasan bin Rahma al-Qasimi | Al-Hasan bin Rahma al-Qasimi      | Al-Hasan bin Rahma al-Qasimi      |                                   |                                   | Saqr I bin Rashid al-Qasimi       | Saqr I bin Rashid al-Qasimi       | Saqr I bin Rashid al-Qasimi | Saqr I bin Rashid al-Qasimi | Saqr I bin Rashid al-Qasimi  | Saqr I bin Rashid al-Qasimi  |                              |                              |                              |                              |  |  |                             |                             |                             |                             |                             |                             |  |  |                            |                            |                            |                            |                            |                            |  |  |  |  |  |  |  |  |  |  |  |  |  |  |  |  |  |  |  |  |  |  |  |  |  |  |  |  |  |  |
|                               |                               |                               |                               |                               |                               |  |  |                                   |                                   |                                   |                                   |                                   |                                   |  |  |                                    |                                    |                                    |                                    | Al-Hasan bin Rahma al-Qasimi       | Al-Hasan bin Rahma al-Qasimi       | Al-Hasan bin Rahma al-Qasimi | Al-Hasan bin Rahma al-Qasimi | Al-Hasan bin Rahma al-Qasimi      | Al-Hasan bin Rahma al-Qasimi      |                                   |                                   | Saqr I bin Rashid al-Qasimi       | Saqr I bin Rashid al-Qasimi       | Saqr I bin Rashid al-Qasimi | Saqr I bin Rashid al-Qasimi | Saqr I bin Rashid al-Qasimi  | Saqr I bin Rashid al-Qasimi  |                              |                              |                              |                              |  |  |                             |                             |                             |                             |                             |                             |  |  |                            |                            |                            |                            |                            |                            |  |  |  |  |  |  |  |  |  |  |  |  |  |  |  |  |  |  |  |  |  |  |  |  |  |  |  |  |  |  |
|                               |                               |                               |                               |                               |                               |  |  |                                   |                                   |                                   |                                   |                                   |                                   |  |  |                                    |                                    |                                    |                                    |                                    |                                    |                              |                              |                                   |                                   |                                   |                                   | Sultan I bin Saqr al-Qasimi       |                                   |                             |                             |                              |                              |                              |                              |                              |                              |  |  |                             |                             |                             |                             |                             |                             |  |  |                            |                            |                            |                            |                            |                            |  |  |  |  |  |  |  |  |  |  |  |  |  |  |  |  |  |  |  |  |  |  |  |  |  |  |  |  |  |  |
|                               |                               |                               |                               |                               |                               |  |  |                                   |                                   |                                   |                                   |                                   |                                   |  |  |                                    |                                    |                                    |                                    |                                    |                                    |                              |                              |                                   |                                   |                                   |                                   |                                   |                                   |                             |                             |                              |                              |                              |                              |                              |                              |  |  |                             |                             |                             |                             |                             |                             |  |  |                            |                            |                            |                            |                            |                            |  |  |  |  |  |  |  |  |  |  |  |  |  |  |  |  |  |  |  |  |  |  |  |  |  |  |  |  |  |  |
|                               |                               |                               |                               |                               |                               |  |  |                                   |                                   |                                   |                                   |                                   |                                   |  |  |                                    |                                    |                                    |                                    |                                    |                                    |                              |                              |                                   |                                   |                                   |                                   |                                   |                                   |                             |                             |                              |                              |                              |                              |                              |                              |  |  |                             |                             |                             |                             |                             |                             |  |  |                            |                            |                            |                            |                            |                            |  |  |  |  |  |  |  |  |  |  |  |  |  |  |  |  |  |  |  |  |  |  |  |  |  |  |  |  |  |  |
| Ahmad bin Sultan Al Qasimi    | Ahmad bin Sultan Al Qasimi    | Ahmad bin Sultan Al Qasimi    | Ahmad bin Sultan Al Qasimi    | Ahmad bin Sultan Al Qasimi    | Ahmad bin Sultan Al Qasimi    |  |  | Ibrahim bin Sultan Al Qasimi      | Ibrahim bin Sultan Al Qasimi      | Ibrahim bin Sultan Al Qasimi      | Ibrahim bin Sultan Al Qasimi      | Ibrahim bin Sultan Al Qasimi      | Ibrahim bin Sultan Al Qasimi      |  |  | Abdullah bin Sultan Al Qasimi      | Abdullah bin Sultan Al Qasimi      | Abdullah bin Sultan Al Qasimi      | Abdullah bin Sultan Al Qasimi      | Abdullah bin Sultan Al Qasimi      | Abdullah bin Sultan Al Qasimi      |                              |                              | Khalid I bin Sultan al-Qasimi     | Khalid I bin Sultan al-Qasimi     | Khalid I bin Sultan al-Qasimi     | Khalid I bin Sultan al-Qasimi     | Khalid I bin Sultan al-Qasimi     | Khalid I bin Sultan al-Qasimi     |                             |                             | Salim bin Sultan al-Qasimi   | Salim bin Sultan al-Qasimi   | Salim bin Sultan al-Qasimi   | Salim bin Sultan al-Qasimi   | Salim bin Sultan al-Qasimi   | Salim bin Sultan al-Qasimi   |  |  |                             |                             |                             |                             |                             |                             |  |  |                            |                            |                            |                            |                            |                            |  |  |  |  |  |  |  |  |  |  |  |  |  |  |  |  |  |  |  |  |  |  |  |  |  |  |  |  |  |  |
| Ahmad bin Sultan Al Qasimi    | Ahmad bin Sultan Al Qasimi    | Ahmad bin Sultan Al Qasimi    | Ahmad bin Sultan Al Qasimi    | Ahmad bin Sultan Al Qasimi    | Ahmad bin Sultan Al Qasimi    |  |  | Ibrahim bin Sultan Al Qasimi      | Ibrahim bin Sultan Al Qasimi      | Ibrahim bin Sultan Al Qasimi      | Ibrahim bin Sultan Al Qasimi      | Ibrahim bin Sultan Al Qasimi      | Ibrahim bin Sultan Al Qasimi      |  |  | Abdullah bin Sultan Al Qasimi      | Abdullah bin Sultan Al Qasimi      | Abdullah bin Sultan Al Qasimi      | Abdullah bin Sultan Al Qasimi      | Abdullah bin Sultan Al Qasimi      | Abdullah bin Sultan Al Qasimi      |                              |                              | Khalid I bin Sultan al-Qasimi     | Khalid I bin Sultan al-Qasimi     | Khalid I bin Sultan al-Qasimi     | Khalid I bin Sultan al-Qasimi     | Khalid I bin Sultan al-Qasimi     | Khalid I bin Sultan al-Qasimi     |                             |                             | Salim bin Sultan al-Qasimi   | Salim bin Sultan al-Qasimi   | Salim bin Sultan al-Qasimi   | Salim bin Sultan al-Qasimi   | Salim bin Sultan al-Qasimi   | Salim bin Sultan al-Qasimi   |  |  |                             |                             |                             |                             |                             |                             |  |  |                            |                            |                            |                            |                            |                            |  |  |  |  |  |  |  |  |  |  |  |  |  |  |  |  |  |  |  |  |  |  |  |  |  |  |  |  |  |  |
|                               |                               |                               |                               |                               |                               |  |  |                                   |                                   |                                   |                                   |                                   |                                   |  |  |                                    |                                    |                                    |                                    |                                    |                                    |                              |                              |                                   |                                   |                                   |                                   |                                   |                                   |                             |                             |                              |                              |                              |                              |                              |                              |  |  |                             |                             |                             |                             |                             |                             |  |  |                            |                            |                            |                            |                            |                            |  |  |  |  |  |  |  |  |  |  |  |  |  |  |  |  |  |  |  |  |  |  |  |  |  |  |  |  |  |  |
| Khalid II bin Ahmad al-Qasimi | Khalid II bin Ahmad al-Qasimi | Khalid II bin Ahmad al-Qasimi | Khalid II bin Ahmad al-Qasimi | Khalid II bin Ahmad al-Qasimi | Khalid II bin Ahmad al-Qasimi |  |  |                                   |                                   |                                   |                                   |                                   |                                   |  |  | Humaid bin Abd Allah al-Qasimi     | Humaid bin Abd Allah al-Qasimi     | Humaid bin Abd Allah al-Qasimi     | Humaid bin Abd Allah al-Qasimi     | Humaid bin Abd Allah al-Qasimi     | Humaid bin Abd Allah al-Qasimi     |                              |                              | Saqr II bin Khalid al-Qasimi      | Saqr II bin Khalid al-Qasimi      | Saqr II bin Khalid al-Qasimi      | Saqr II bin Khalid al-Qasimi      | Saqr II bin Khalid al-Qasimi      | Saqr II bin Khalid al-Qasimi      |                             |                             | Muhammad bin Salim Al Qasimi | Muhammad bin Salim Al Qasimi | Muhammad bin Salim Al Qasimi | Muhammad bin Salim Al Qasimi | Muhammad bin Salim Al Qasimi | Muhammad bin Salim Al Qasimi |  |  | Sultan bin Salim al-Qasimi  | Sultan bin Salim al-Qasimi  | Sultan bin Salim al-Qasimi  | Sultan bin Salim al-Qasimi  | Sultan bin Salim al-Qasimi  | Sultan bin Salim al-Qasimi  |  |  |                            |                            |                            |                            |                            |                            |  |  |  |  |  |  |  |  |  |  |  |  |  |  |  |  |  |  |  |  |  |  |  |  |  |  |  |  |  |  |
| Khalid II bin Ahmad al-Qasimi | Khalid II bin Ahmad al-Qasimi | Khalid II bin Ahmad al-Qasimi | Khalid II bin Ahmad al-Qasimi | Khalid II bin Ahmad al-Qasimi | Khalid II bin Ahmad al-Qasimi |  |  |                                   |                                   |                                   |                                   |                                   |                                   |  |  | Humaid bin Abd Allah al-Qasimi     | Humaid bin Abd Allah al-Qasimi     | Humaid bin Abd Allah al-Qasimi     | Humaid bin Abd Allah al-Qasimi     | Humaid bin Abd Allah al-Qasimi     | Humaid bin Abd Allah al-Qasimi     |                              |                              | Saqr II bin Khalid al-Qasimi      | Saqr II bin Khalid al-Qasimi      | Saqr II bin Khalid al-Qasimi      | Saqr II bin Khalid al-Qasimi      | Saqr II bin Khalid al-Qasimi      | Saqr II bin Khalid al-Qasimi      |                             |                             | Muhammad bin Salim Al Qasimi | Muhammad bin Salim Al Qasimi | Muhammad bin Salim Al Qasimi | Muhammad bin Salim Al Qasimi | Muhammad bin Salim Al Qasimi | Muhammad bin Salim Al Qasimi |  |  | Sultan bin Salim al-Qasimi  | Sultan bin Salim al-Qasimi  | Sultan bin Salim al-Qasimi  | Sultan bin Salim al-Qasimi  | Sultan bin Salim al-Qasimi  | Sultan bin Salim al-Qasimi  |  |  |                            |                            |                            |                            |                            |                            |  |  |  |  |  |  |  |  |  |  |  |  |  |  |  |  |  |  |  |  |  |  |  |  |  |  |  |  |  |  |
|                               |                               |                               |                               |                               |                               |  |  |                                   |                                   |                                   |                                   |                                   |                                   |  |  |                                    |                                    |                                    |                                    |                                    |                                    |                              |                              |                                   |                                   |                                   |                                   |                                   |                                   |                             |                             |                              |                              |                              |                              |                              |                              |  |  |                             |                             |                             |                             |                             |                             |  |  |                            |                            |                            |                            |                            |                            |  |  |  |  |  |  |  |  |  |  |  |  |  |  |  |  |  |  |  |  |  |  |  |  |  |  |  |  |  |  |
| Sultan II bin Saqr al-Qasimi  | Sultan II bin Saqr al-Qasimi  | Sultan II bin Saqr al-Qasimi  | Sultan II bin Saqr al-Qasimi  | Sultan II bin Saqr al-Qasimi  | Sultan II bin Saqr al-Qasimi  |  |  |                                   |                                   |                                   |                                   |                                   |                                   |  |  |                                    |                                    |                                    |                                    |                                    |                                    |                              |                              | Muhammad bin Saqr Al Qasimi       | Muhammad bin Saqr Al Qasimi       | Muhammad bin Saqr Al Qasimi       | Muhammad bin Saqr Al Qasimi       | Muhammad bin Saqr Al Qasimi       | Muhammad bin Saqr Al Qasimi       |                             |                             | Saqr bin Muhammad al-Qasimi  | Saqr bin Muhammad al-Qasimi  | Saqr bin Muhammad al-Qasimi  | Saqr bin Muhammad al-Qasimi  | Saqr bin Muhammad al-Qasimi  | Saqr bin Muhammad al-Qasimi  |  |  | Faisal bin Sultan Al Qasimi | Faisal bin Sultan Al Qasimi | Faisal bin Sultan Al Qasimi | Faisal bin Sultan Al Qasimi | Faisal bin Sultan Al Qasimi | Faisal bin Sultan Al Qasimi |  |  | Faham bin Sultan Al Qassim | Faham bin Sultan Al Qassim | Faham bin Sultan Al Qassim | Faham bin Sultan Al Qassim | Faham bin Sultan Al Qassim | Faham bin Sultan Al Qassim |  |  |  |  |  |  |  |  |  |  |  |  |  |  |  |  |  |  |  |  |  |  |  |  |  |  |  |  |  |  |
| Sultan II bin Saqr al-Qasimi  | Sultan II bin Saqr al-Qasimi  | Sultan II bin Saqr al-Qasimi  | Sultan II bin Saqr al-Qasimi  | Sultan II bin Saqr al-Qasimi  | Sultan II bin Saqr al-Qasimi  |  |  |                                   |                                   |                                   |                                   |                                   |                                   |  |  |                                    |                                    |                                    |                                    |                                    |                                    |                              |                              | Muhammad bin Saqr Al Qasimi       | Muhammad bin Saqr Al Qasimi       | Muhammad bin Saqr Al Qasimi       | Muhammad bin Saqr Al Qasimi       | Muhammad bin Saqr Al Qasimi       | Muhammad bin Saqr Al Qasimi       |                             |                             | Saqr bin Muhammad al-Qasimi  | Saqr bin Muhammad al-Qasimi  | Saqr bin Muhammad al-Qasimi  | Saqr bin Muhammad al-Qasimi  | Saqr bin Muhammad al-Qasimi  | Saqr bin Muhammad al-Qasimi  |  |  | Faisal bin Sultan Al Qasimi | Faisal bin Sultan Al Qasimi | Faisal bin Sultan Al Qasimi | Faisal bin Sultan Al Qasimi | Faisal bin Sultan Al Qasimi | Faisal bin Sultan Al Qasimi |  |  | Faham bin Sultan Al Qassim | Faham bin Sultan Al Qassim | Faham bin Sultan Al Qassim | Faham bin Sultan Al Qassim | Faham bin Sultan Al Qassim | Faham bin Sultan Al Qassim |  |  |  |  |  |  |  |  |  |  |  |  |  |  |  |  |  |  |  |  |  |  |  |  |  |  |  |  |  |  |
|                               |                               |                               |                               |                               |                               |  |  |                                   |                                   |                                   |                                   |                                   |                                   |  |  |                                    |                                    |                                    |                                    |                                    |                                    |                              |                              |                                   |                                   |                                   |                                   |                                   |                                   |                             |                             |                              |                              |                              |                              |                              |                              |  |  |                             |                             |                             |                             |                             |                             |  |  |                            |                            |                            |                            |                            |                            |  |  |  |  |  |  |  |  |  |  |  |  |  |  |  |  |  |  |  |  |  |  |  |  |  |  |  |  |  |  |
| Saqr III bin Sultan al-Qasimi | Saqr III bin Sultan al-Qasimi | Saqr III bin Sultan al-Qasimi | Saqr III bin Sultan al-Qasimi | Saqr III bin Sultan al-Qasimi | Saqr III bin Sultan al-Qasimi |  |  | Khalid III bin Muhammad al-Qasimi | Khalid III bin Muhammad al-Qasimi | Khalid III bin Muhammad al-Qasimi | Khalid III bin Muhammad al-Qasimi | Khalid III bin Muhammad al-Qasimi | Khalid III bin Muhammad al-Qasimi |  |  | Abd al-Aziz bin Muhammad al-Qasimi | Abd al-Aziz bin Muhammad al-Qasimi | Abd al-Aziz bin Muhammad al-Qasimi | Abd al-Aziz bin Muhammad al-Qasimi | Abd al-Aziz bin Muhammad al-Qasimi | Abd al-Aziz bin Muhammad al-Qasimi |                              |                              | Sultan III bin Muhammad al-Qasimi | Sultan III bin Muhammad al-Qasimi | Sultan III bin Muhammad al-Qasimi | Sultan III bin Muhammad al-Qasimi | Sultan III bin Muhammad al-Qasimi | Sultan III bin Muhammad al-Qasimi |                             |                             | Saud bin Saqr al-Qasimi      | Saud bin Saqr al-Qasimi      | Saud bin Saqr al-Qasimi      | Saud bin Saqr al-Qasimi      | Saud bin Saqr al-Qasimi      | Saud bin Saqr al-Qasimi      |  |  |                             |                             |                             |                             |                             |                             |  |  |                            |                            |                            |                            |                            |                            |  |  |  |  |  |  |  |  |  |  |  |  |  |  |  |  |  |  |  |  |  |  |  |  |  |  |  |  |  |  |

## Galleria d'immagini

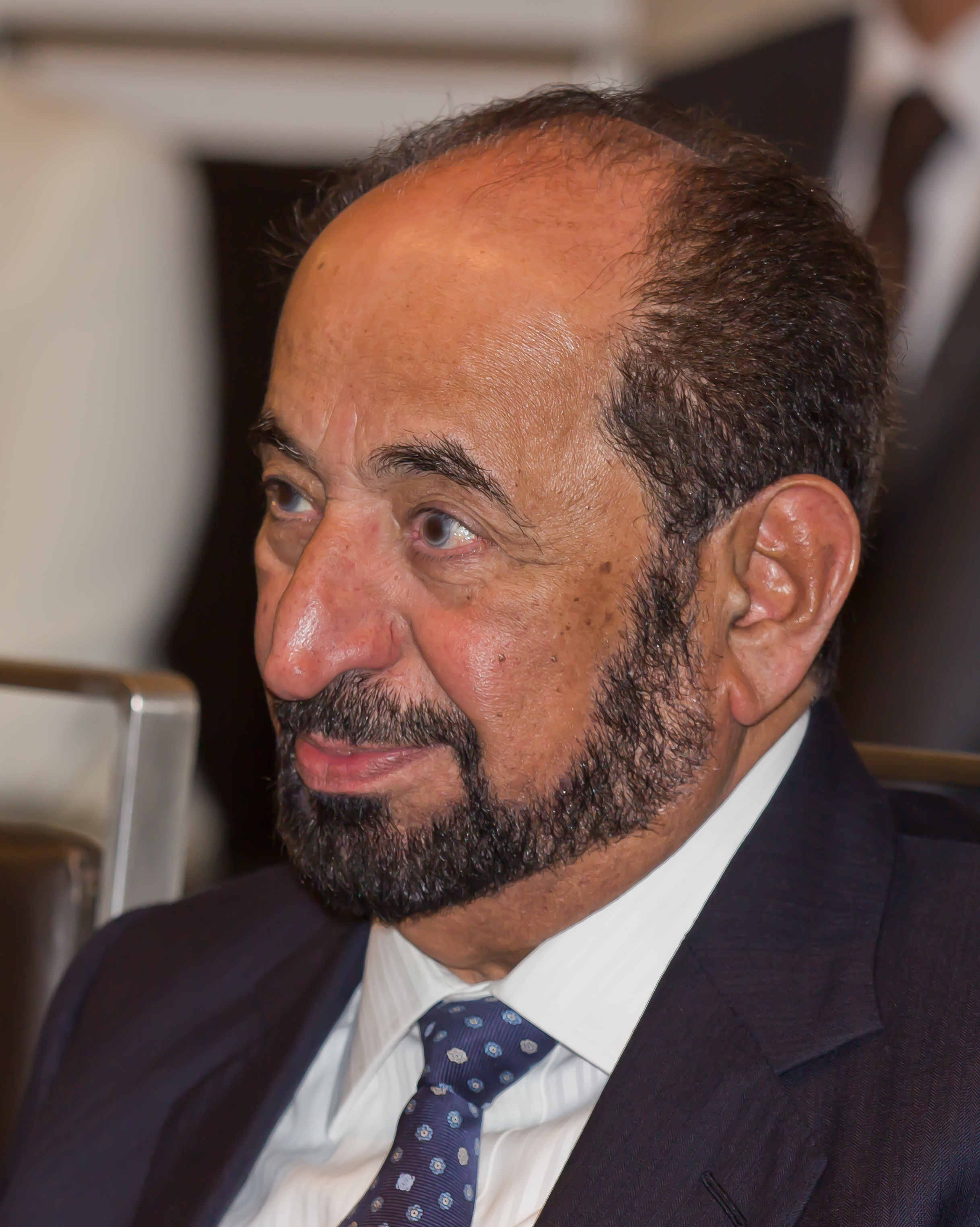
Sultan III bin Muhammad al-Qasimi, attuale emiro di Sharja
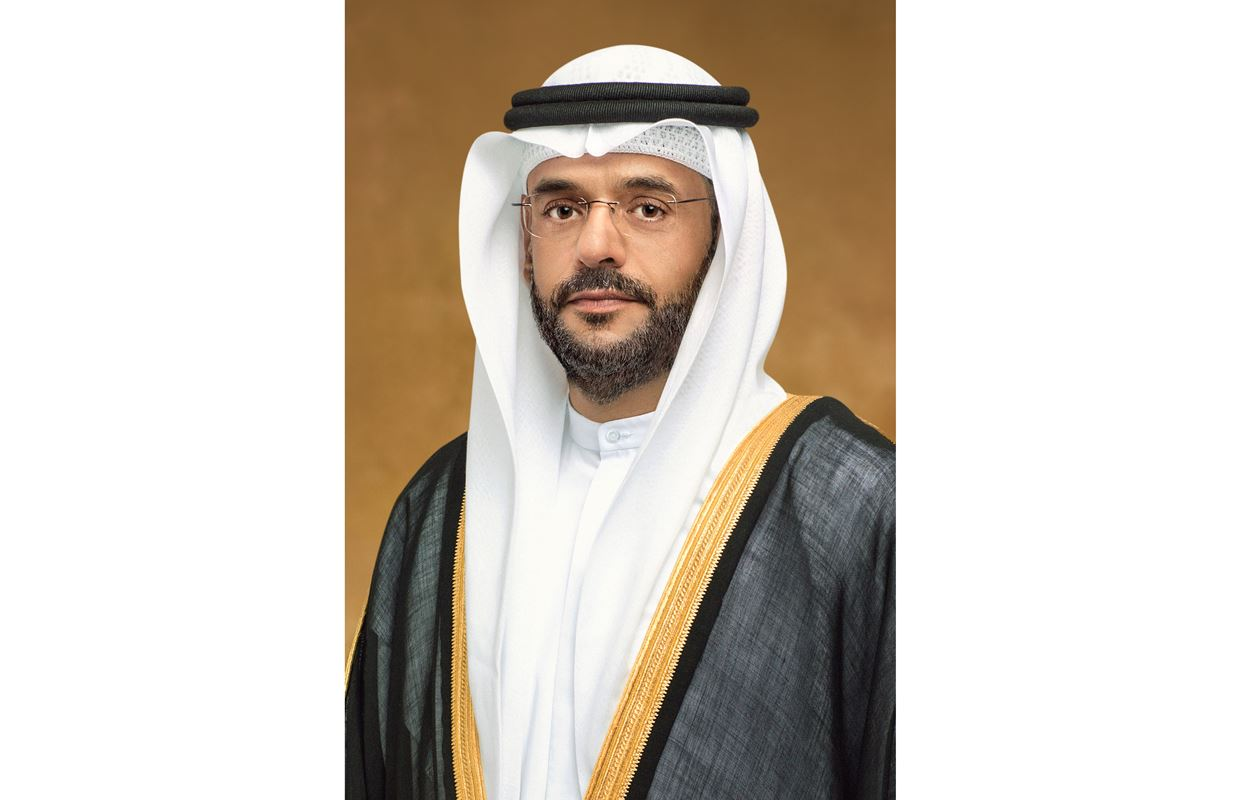
Sultan bin Mohammed bin Sultan Al Qasimi, principe ereditario di Sharja
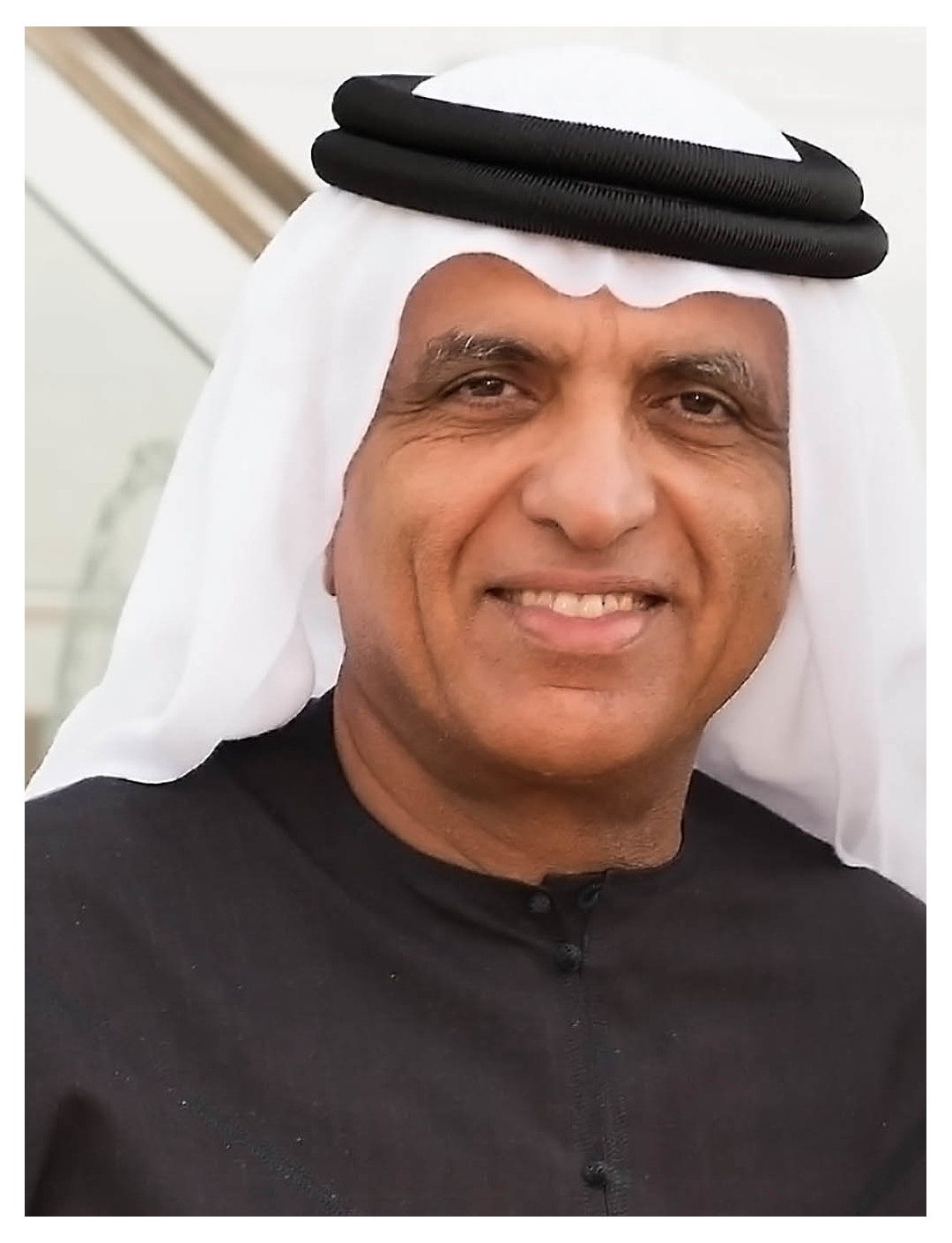
Saud bin Saqr al-Qasimi, attuale emiro di Ras al-Khayma
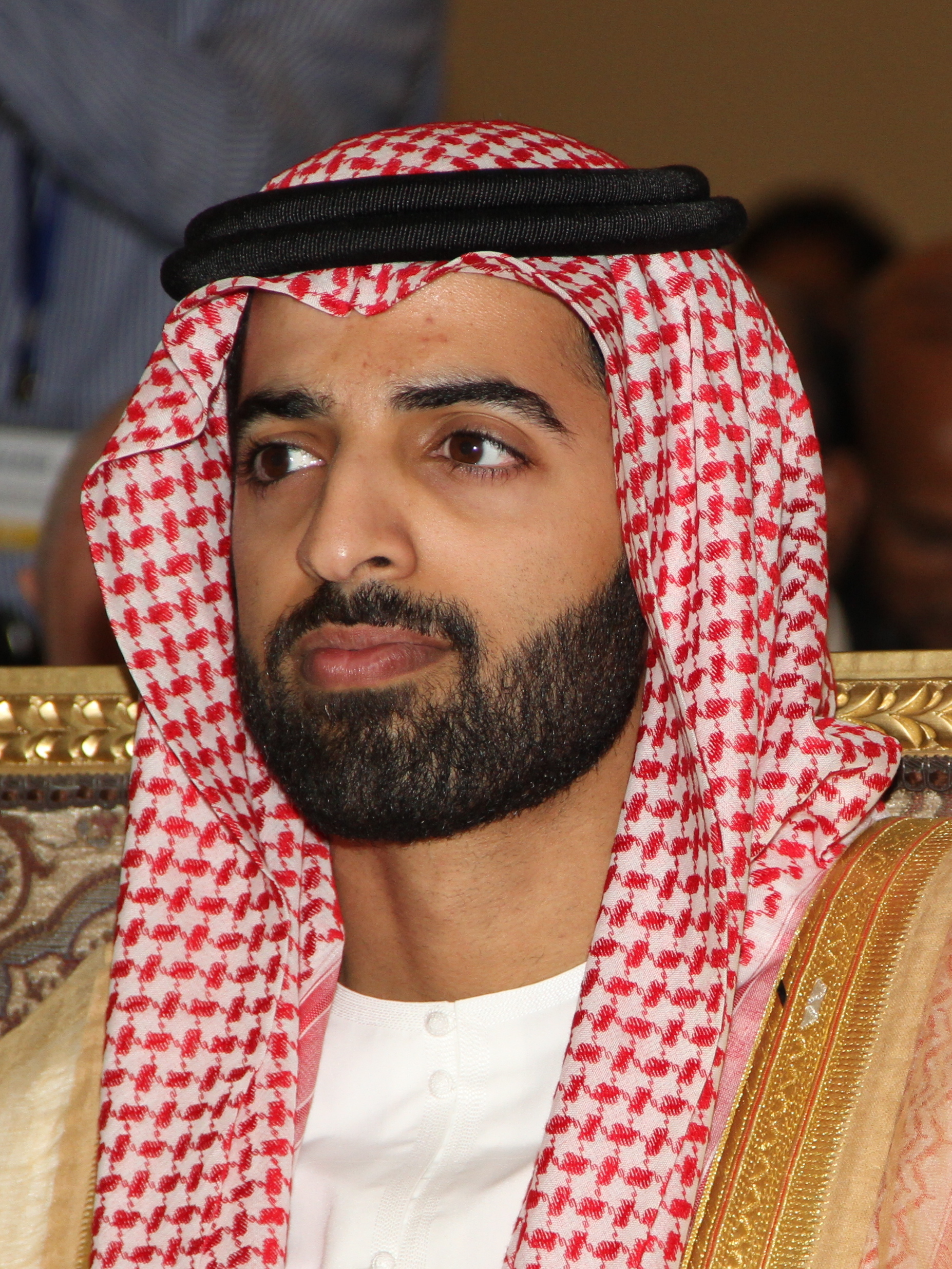
Mohammed bin Saud Al Qasimi, principe ereditario di Ras al-Khayma